# Arco vulcanico di Luzon

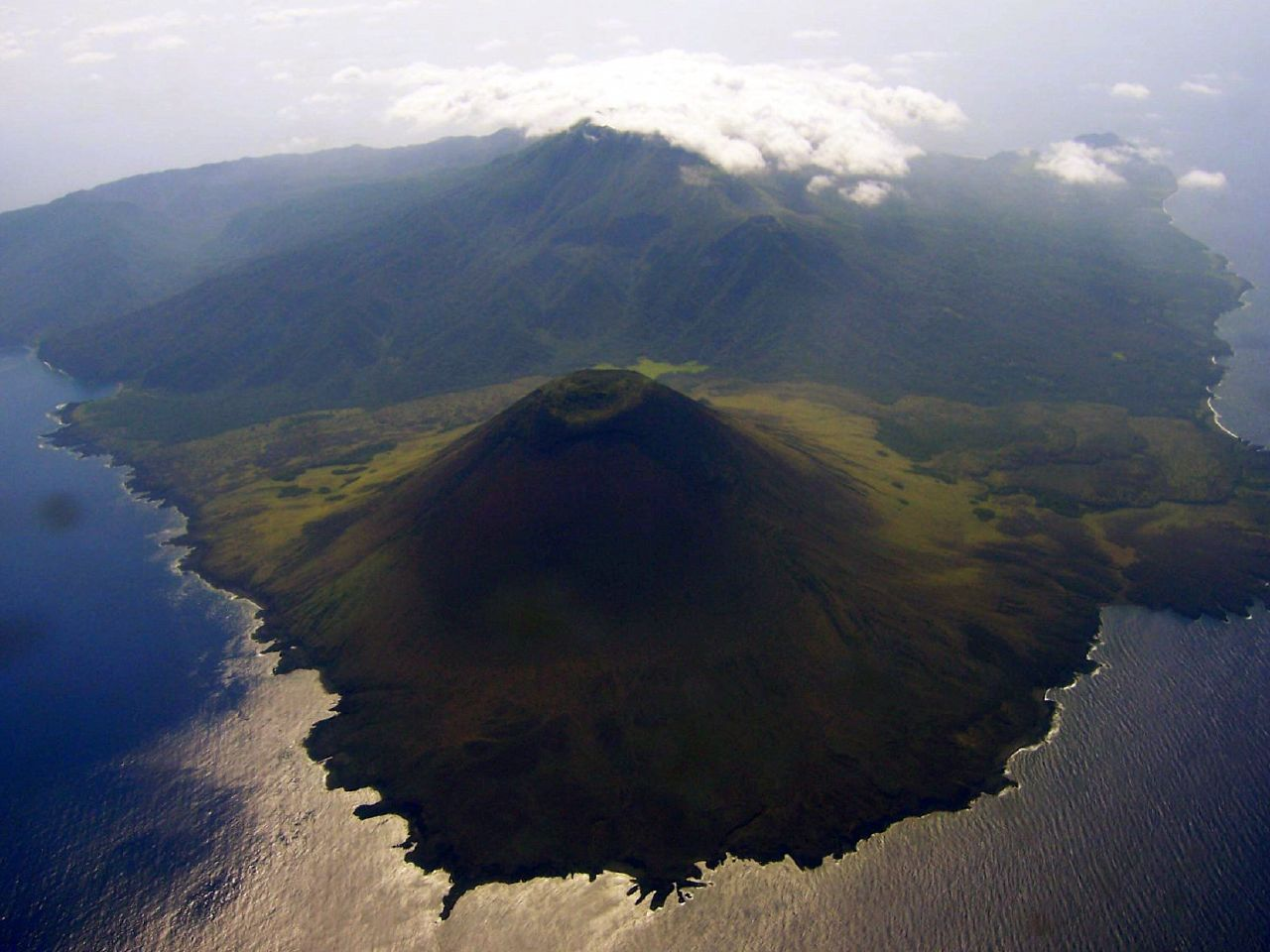
Il vulcano Smith nelle isole Babuyan.

L'arco vulcanico di Luzon è una concatenazione di vulcani disposti in direzione nord-sud situata nello stretto di Luzon, che si estende da Taiwan a Luzon. 
La denominazione fu proposta nel 1989 da Defant et al., per descrivere una serie di vulcani risalenti a periodi che vanno dal Miocene ai giorni nostri, causati dalla subduzione in senso est lungo la fossa di Manila per una lunghezza di circa 1.200 km a partire dalla catena montuosa della costa meridionale di Taiwan e fino alla parte sud dell'isola di Mindoro nelle Filippine. Le caratteristiche geochimiche dei vulcani lungo l'arco hanno permesso di identificare cinque distinti domini geochimici all'interno dell'arco (Mindoro, Bataan, Luzon nord, Babuyan e Taiwan). L'analisi geochimica dei segmenti ha verificato che i vulcani hanno tutti un'origine collegata alla subduzione e che gli isotopi e gli elementi traccia mostrano caratteristiche geochimiche uniche nella regione. Le variazioni delle caratteristiche in direzione nord (segmento di Babuyan) sembrano da ascrivere alla subduzione dei sedimenti derivati dall'erosione della crosta continentale della Cina e di Taiwan. 
È stato in seguito documentato anche un significativo incremento del rapporto isotopico Rubidio-Stronzio (collegato alla datazione rubidio-stronzio) che varia con la latitudine in direzione nord. Se ne concluse che questo supportava la congettura originale che le variazioni erano dovute ad un incremento della componente crostale nei sedimenti subdotti quando i blocchi continentali si avvicinavano al nord (Taiwan e Cina). Lo spessore dei sedimenti infatti aumentava andando verso nord lungo la fossa.
Uno studio più dettagliato sulla situazione geochimica e tettonica della parte meridionale dell'arco di Luzon concluse che i dati geochimici suggerivano che la crosta continentale (probabilmente da sedimenti) giocasse un ruolo importante nel corridoio di Macolod e nei segmenti di Mindoro. Fu messo in rilievo che la collisione crostale era avvenuta a sud tra il blocco crostale North Palawan-Mindoro e ipotizzato che la contaminazione dei sedimenti provenisse da questa regione. La pubblicazione confermava gli studi preliminari sugli isotopi e sugli elementi traccia nella parte centrale dell'arco di Luzon.
Altre indagini condotte sulla parte settentrionale dell'arco di Luzon trovarono sistematiche variazioni nell'assortimento isotopico con la latitudine, non solo nella lava analizzata lungo una sezione di 500 km dell'arco, ma anche nei sedimenti lungo la fossa. Se ne concluse che il solo modo per spiegare le variazioni latitudinali era attraverso l'aggiunta di un crescente apporto di sedimenti terrigeni verso le regioni continentali più a nord di Cina e Taiwan.